# Église Saint-Michel-Archange de Chicago
L'église Saint-Michel-Archange (en anglais : Saint Michael the Archangel Church; en polonais Kościół Świętego Michała) est une église catholique de la ville de Chicago, dans l'État de l'Illinois. Située dans le secteur de South Chicago à l'angle de East 83rd Street et South Lake Shore Drive, l'église est dédiée à l'archange saint Michel et dépend de l'archidiocèse de Chicago. C'est un exemple typique de l'architecture « cathédrale polonaise » que l'on retrouve dans plusieurs églises de la ville, remarquables par leurs dimensions et leur opulence. C'est l'une des deux églises polonaises avec l'église de l'Immaculée-Conception qui domine le secteur de South Chicago.
Elle ne doit pas être confondue avec l'église Saint-Michel construite dans la vieille ville avant le Grand incendie de Chicago en 1871.

## Historique
La paroisse a été fondée en 1892 en tant que paroisse polonaise, après division de la paroisse de l'Immaculée-Conception, trop grande.
Mgr Paul Rhode, premier évêque auxiliaire d'origine polonaise de Chicago, y sert comme curé de 1897, jusqu'à sa nomination comme évêque de Green Bay en 1915. La paroisse continue d'accueillir des descendants de Polonais travaillant dans les aciéries, jusqu'à ce que ces dernières ferment dans les années 1980. Aujourd'hui le quartier et la paroisse ne sont plus peuplés majoritairement de descendants de Polonais, mais surtout de personnes d'origine latino-américaine.
Mgr Thomas J. Paprocki y a servi comme prêtre de 1978 jusqu'en 1983.

## Architecture

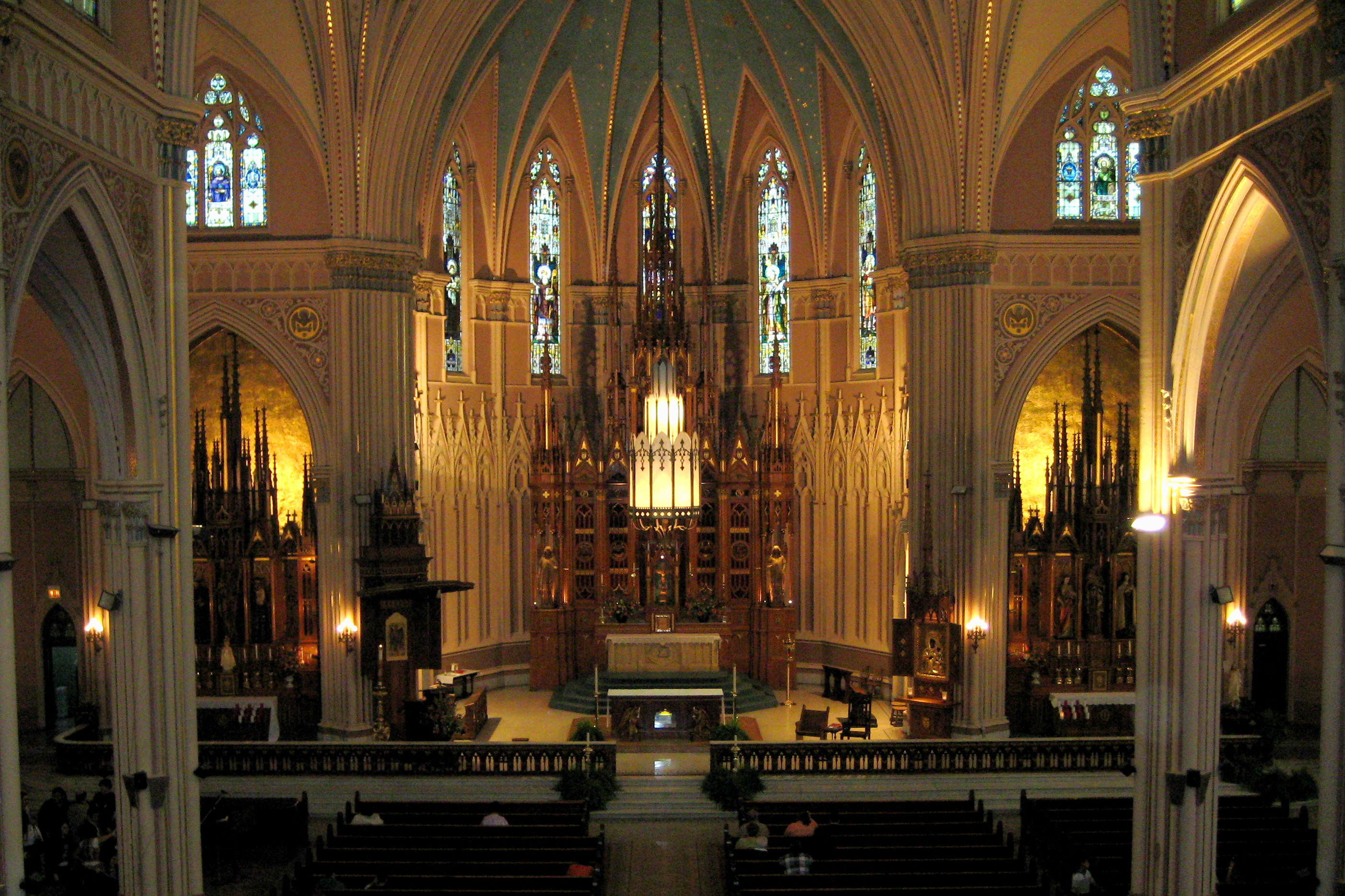
Le maître-autel.

L'église a été construite de 1907 à 1909, selon les plans de William J. Brinkmann. C'est un édifice néogothique et l'une des trois églises polonaises de l'archidiocèse de Chicago construites dans ce style. La façade, le choix des briques, etc. sont un hommage à la basilique Sainte-Marie de Cracovie. La compagnie U.S. Steel a fait don de la structure en acier, car 90 % des familles des paroissiens travaillaient dans les aciéries. Le retable du maître-autel est fait de noyer cendré  et d'œil d'oiseau d'érable, de même que les deux autels latéraux.
La statue au centre de saint Michel-Archange victorieux de Lucifer, les deux anges porteur d'encens et les statues des autels latéraux sont peints à la main. La table de communion est remarquable : elle est en chêne avec un dessus de marbre.
L'église peut contenir environ deux mille fidèles.
Un sanctuaire de Notre-Dame de Częstochowa, patronne des Polonais, sculpté en Pologne dans les années 1960 se trouve à l'intérieur.
Les magnifiques vitraux sont issus de la maison munichoise Zettler. Deux fenêtres du transept sont particulièrement intéressantes à l'est et à l'ouest. Ce sont les plus grandes et selon certains les plus belles de l'archidiocèse de Chicago. Celle de l'est représente la Pentecôte et celle de l'ouest, saint Michel au jugement dernier.